# Condado de Union (Iowa)
O Condado de Union é um dos 99 condados do estado norte-americano do Iowa. A sede de condado é Creston, que é também a sua maior cidade. O condado tem uma área de 1103 km² (dos quais 4 km² estão cobertos por água), uma população de 12 534 habitantes, e uma densidade populacional de 11,4 hab/km² (segundo o censo nacional de 2010). O condado foi fundado em 1851 e o seu nome é uma homenagem aos estados da União.